# Критические явления
К критическим явлениям относятся многочисленные аномалии, наблюдающиеся в фазовых переходах второго рода, например, в точке Кюри в магнетике или в критической точке системы «жидкость-пар». Эти аномалии описываются критическими индексами. В системах появляются очень сильные флуктуации с бесконечным радиусом корреляции. При этом система существенно нелинейна.
Теория критических явлений была впервые построена Л. Д. Ландау.
За описание критических явлений в рамках вильсоновской ренормализационной группы Кеннет Вильсон был награждён в 1982 г. Нобелевской премией.
В современной физике критические явления описываются методами квантовой теории поля. Используются и нелинейные уравнения Швингера, и аппарат функциональных преобразований Лежандра, и квантово-полевая теория возмущений, и метод теоретико-полевой ренормализационной группы. При этом удаётся описать спонтанно возникающее в критических явлениях самоподобие системы (масштабное свойство, характерное для фрактальных структур). Отметим, что этими же методами исследуются нелинейные явления в плазме, голдстоуновские сингулярности, распространение волн в критических средах.